# Kultura maglemoska

Europa Północna około 7500 p.n.e.

Kultura maglemoska – mezolityczna kultura archeologiczna występująca w okresie ok. 9000-5000 p.n.e. w północnej części Niżu Europejskiego.
Wyewoluowała z lokalnego odłamu mezolitycznej wspólnoty Duvensee, może pod wpływem ludności Federmesser.
Nazwa pochodzi od stanowiska archeologicznego w Danii, nazwanego Magle Mose, położonego nieopodal Mullerup w zachodniej Zelandii, gdzie pierwszą osadę odkryto w 1900 roku. W przeciągu XX wieku podobne osady odkryto na terenach od Anglii do Polski oraz od Szwecji do północnej Francji.
Ludzie tej kultury żyli w lasach, na brzegach rzek i jezior oraz na terenach podmokłych. Zajmowali się łowiectwem i rybołówstwem, udomowili psa.
Po VII tys. p.n.e. terytorium tej kultury zostało ostatecznie rozdzielone przez wody Morza Północnego, brytyjska wspólnota Broxbourne dała początek Shippea Hill (zob. kultura sowterska), głównie skandynawska wspólnota Svaerdborg dała początek wspólnocie postmaglemoskiej.